# Quiririm
Quiririm é um distrito do município brasileiro de Taubaté, que integra a Região Metropolitana do Vale do Paraíba e Litoral Norte, no interior do estado de São Paulo.

## História

### Origem
O distrito tem origem no Núcleo Colonial Quiririm, formado em 1890 por famílias do Vêneto, em uma região formada por várzeas no município de Taubaté.
Os italianos se dedicavam principalmente ao plantio do arroz nas várzeas, atividade que muitos já exerciam na terra natal, também encorajados pelo governo como alternativa à cultura do café, já em decadência no município. Na colônia funcionavam algumas associações mantidas pela comunidade italiana da cidade, mas o núcleo também contou com uma associação própria, a Societá Beneficente Unione de Quiririm.

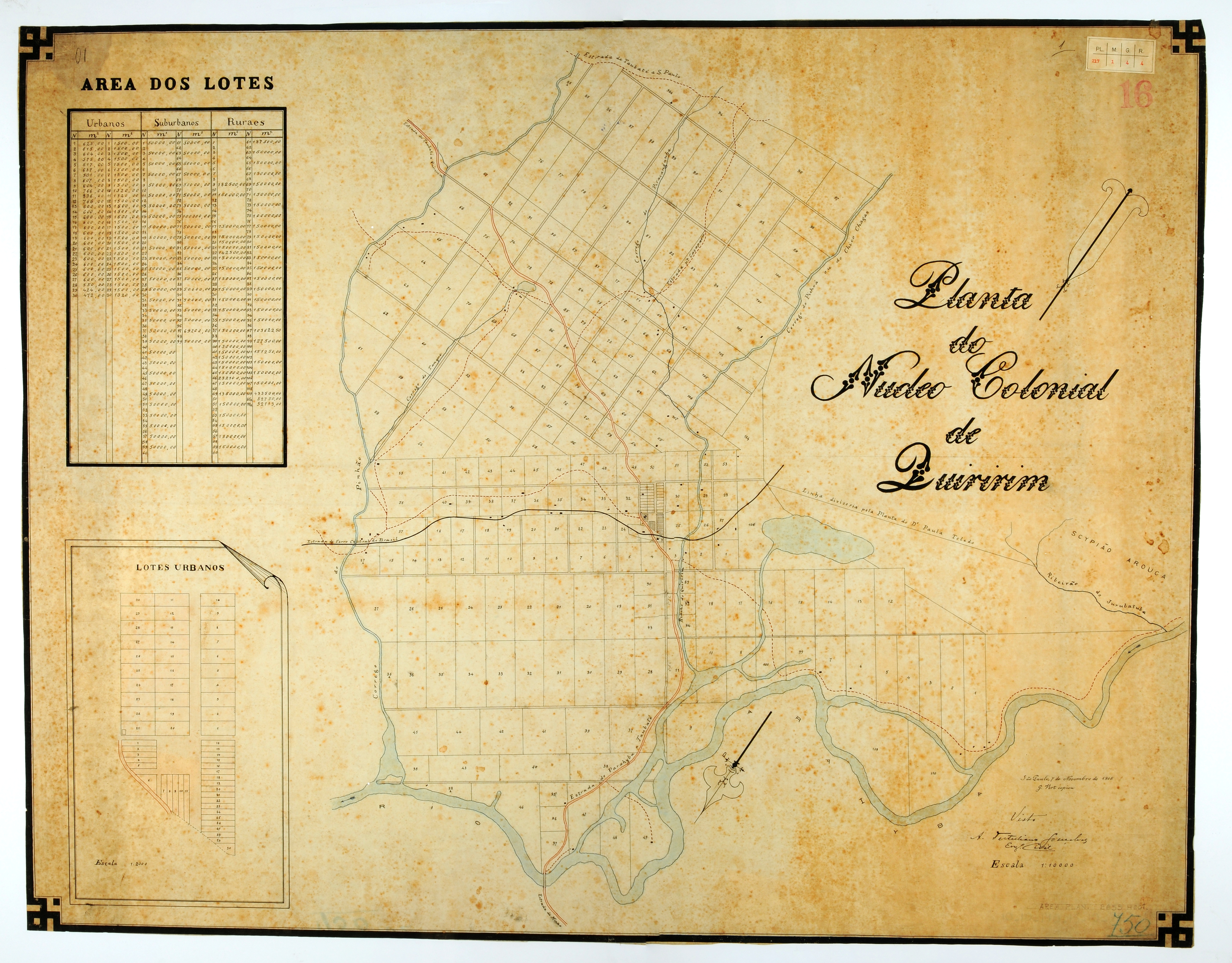
Planta do Núcleo Colonial Quiririm.

A história de Quiririm também se confunde com a história do casarão e da família Indiani. A família Indiani é natural de Calvatone, província de Cremona, na região da Lombardia. Em 1892 vieram para o Brasil: chegaram pelo porto de Santos, foram para a Hospedaria em São Paulo e de lá vieram para a Fazenda Cafeeira do Barreiro (ou do Quilombo) em Taubaté, do Coronel José Benedito Marcondes de Mattos, onde existiam outras quarenta famílias de imigrantes italianos.
Em Taubaté aconteceu exatamente o mesmo que no resto do país: as expectativas dos colonos não foram atingidas, as acomodações eram precárias e eles eram obrigados a consumir na "venda" das próprias fazendas acarretando, no final de um determinado período, numa soma dos valores correspondentes aos produtos consumidos na "venda" muito maior do que o valor a receber.
Tal situação era agravada pela cultura escravagista dos coronéis e capatazes das fazendas e pela crise que culminou no fim de um ciclo econômico do país.
A situação ficou insustentável e em 1894 mudaram-se para uma área de mata virgem e charco entre o leito da estrada de ferro e as margens do Rio Paraíba de propriedade de Benedito de Paula de Toledo.
Os colonos tinham como contrapartida retificar 3 km do leito do Rio Piracangaguá (hoje rio Quiririm) que alagava uma grande extensão de terras. Após o rio ser retificado e a mata aberta, os imigrantes deram início ao plantio de arroz e às fábricas de cordas e de tijolos.

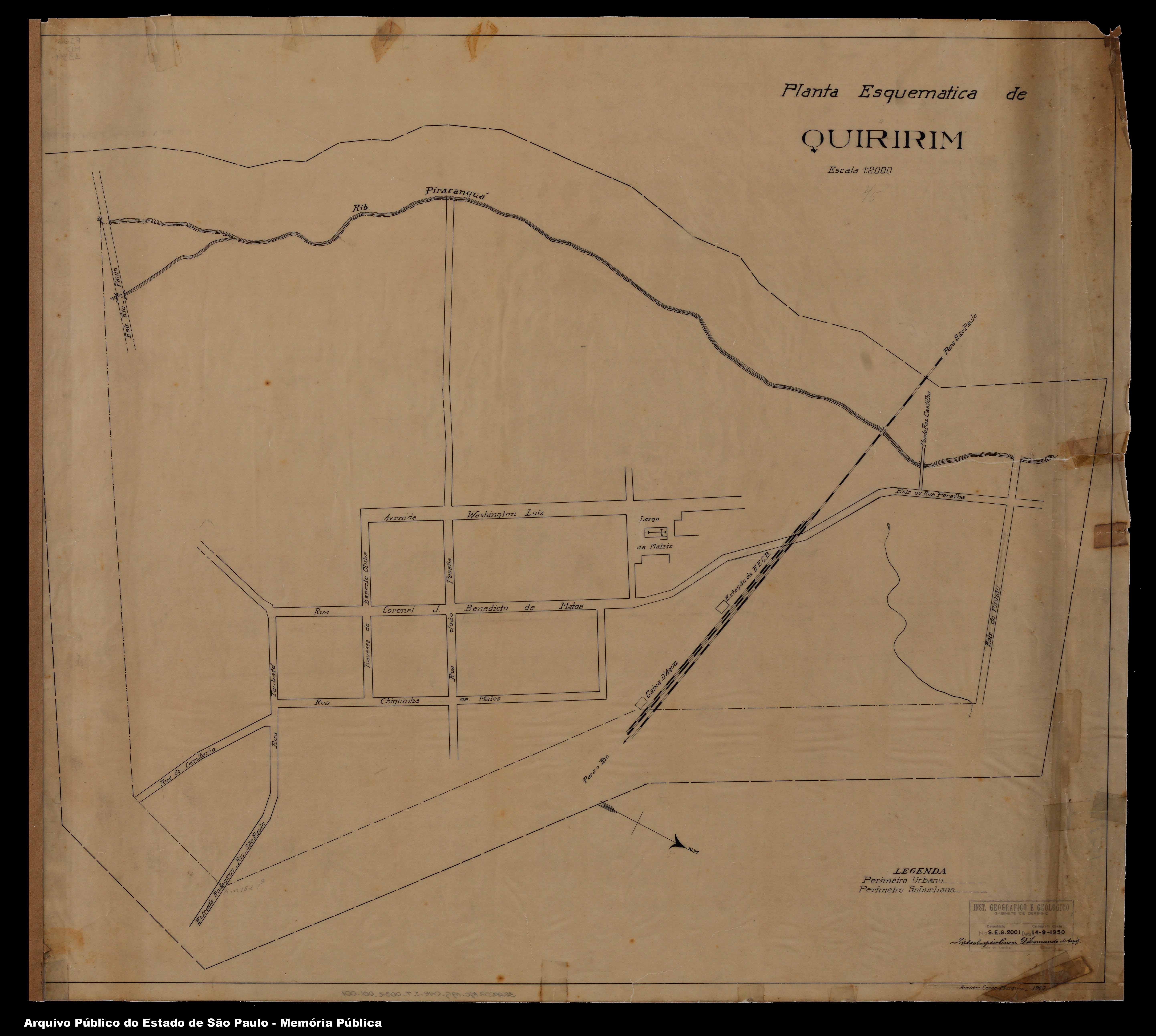
Planta da área urbana original.

### Toponímia
O topônimo quiririm é de origem tupi e seu significado é "silencioso".

### Formação administrativa
- Distrito policial de Quiririm criado em 13/07/1915 no município de Taubaté[5].
- Distrito criado pela Lei nº 2.087 de 19/12/1925, com sede na povoação de Quiririm[6].

### Pedido de emancipação
O distrito tentou a emancipação político-administrativa e ser elevado à município, através de processo que deu entrada na Assembléia Legislativa do Estado de São Paulo no ano de 1991, mas como não atendia os requisitos necessários exigidos por lei para tal finalidade, o processo foi arquivado.

## Geografia

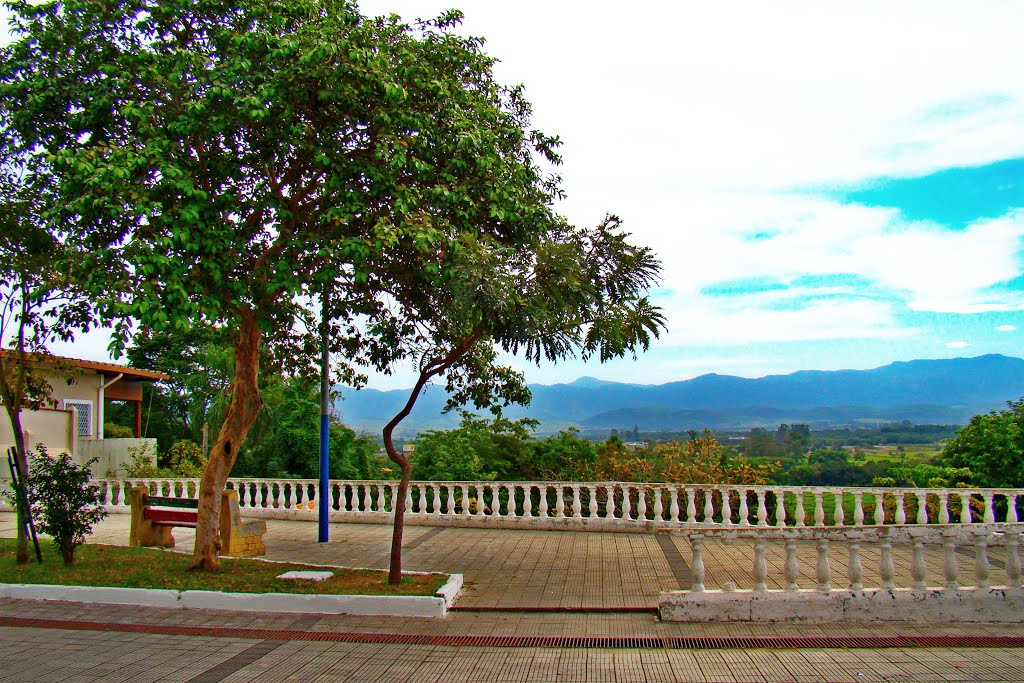
Mirante de Quiririm.

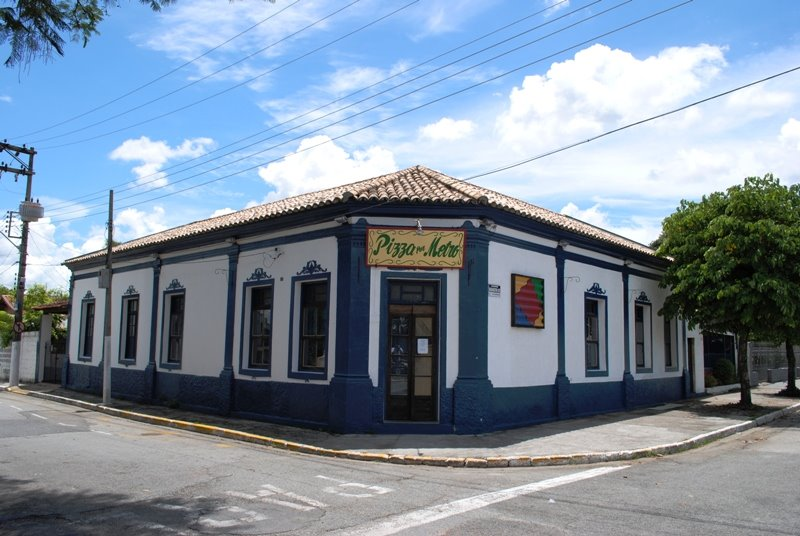
Aspecto local.

### Demografia

#### População urbana
| Crescimento população urbana | Crescimento população urbana | Crescimento população urbana | Crescimento população urbana |
| Censo                        | Pop.                         |                              | %±                           |
| ---------------------------- | ---------------------------- | ---------------------------- | ---------------------------- |
| 1934                         | 559                          |                              |                              |
| 1940                         | 761                          |                              | 36,1%                        |
| 1950                         | 811                          |                              | 6,6%                         |
| 1960                         | 1 048                        |                              | 29,2%                        |
| 1970                         | 1 098                        |                              | 4,8%                         |
| 1980                         | 6 035                        |                              | 449,6%                       |
| 1991                         | 11 750                       |                              | 94,7%                        |
| 2000                         | 24 171                       |                              | 105,7%                       |
| 2010                         | 41 024                       |                              | 69,7%                        |
| Fonte: IBGE e Fundação SEADE |                              |                              |                              |

#### População total
Pelo Censo 2010 (IBGE) a população total do distrito era de 42 802 habitantes.

### Área territorial
A área territorial do distrito é de 129,449 km².

### Rodovias
O distrito de Quiririm pode ser acessado pelas seguintes rodovias:
- Rodovia Presidente Dutra (BR-116)
- Rodovia Governador Carvalho Pinto (SP-70)
- Rodovia Emílio Amadei Beringhs (SP-62)
- Rodovia Floriano Rodrigues Pinheiro (SP-123)

### Ferrovias
Ramal de São Paulo (Estrada de Ferro Central do Brasil), sendo a ferrovia operada atualmente pela MRS Logística.

## Serviços públicos

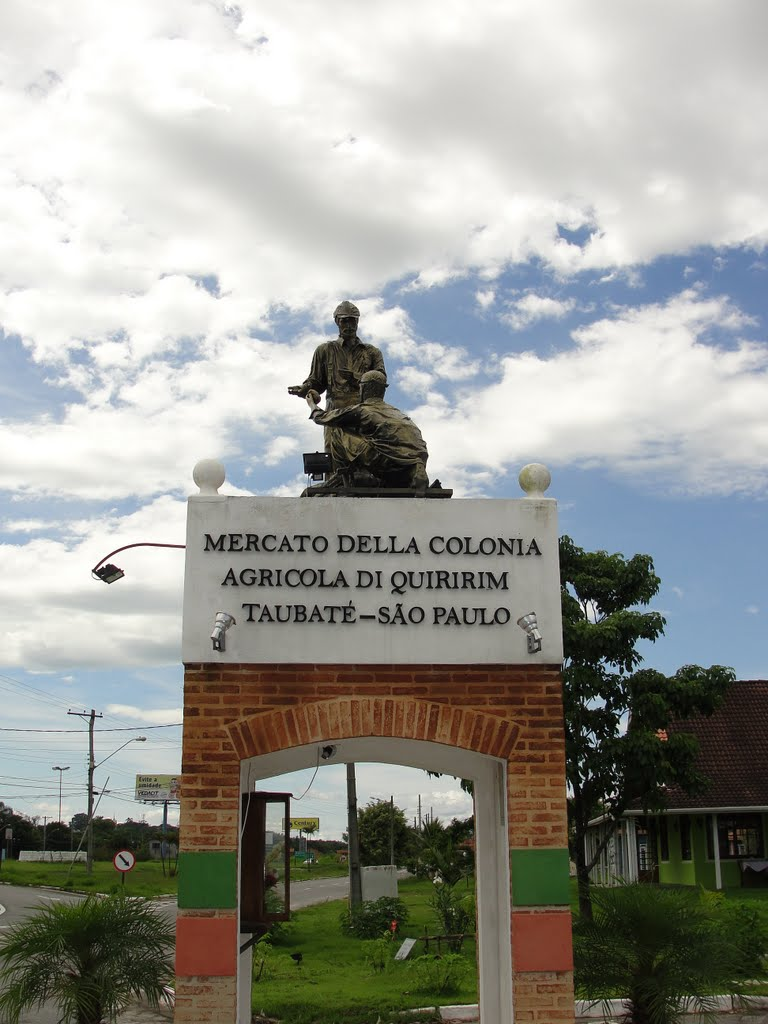
Mercato della Colonia Agricola de Quiririm.

### Registro civil
Atualmente é feito no próprio distrito, pois o Cartório de Registro Civil das Pessoas Naturais ainda continua ativo.

### Saneamento
O serviço de abastecimento de água é feito pela Companhia de Saneamento Básico do Estado de São Paulo (SABESP).

### Energia
A responsável pelo abastecimento de energia elétrica é a EDP São Paulo, antiga Bandeirante Energia.

### Telecomunicações
O sistema de telefones automáticos foi inaugurado no distrito em 1976 pela Telecomunicações de São Paulo (TELESP), que também implantou o sistema de discagem direta à distância (DDD) em 1976 com o código de área (0122). Anteriormente o distrito era atendido pela Companhia Telefônica Brasileira (CTB).
Na década de 90 o código DDD do distrito foi alterado para (012), para padronização do sistema telefônico com a telefonia celular que estava sendo implantada em todo o estado.

## Cultura

### Casarão Indiani

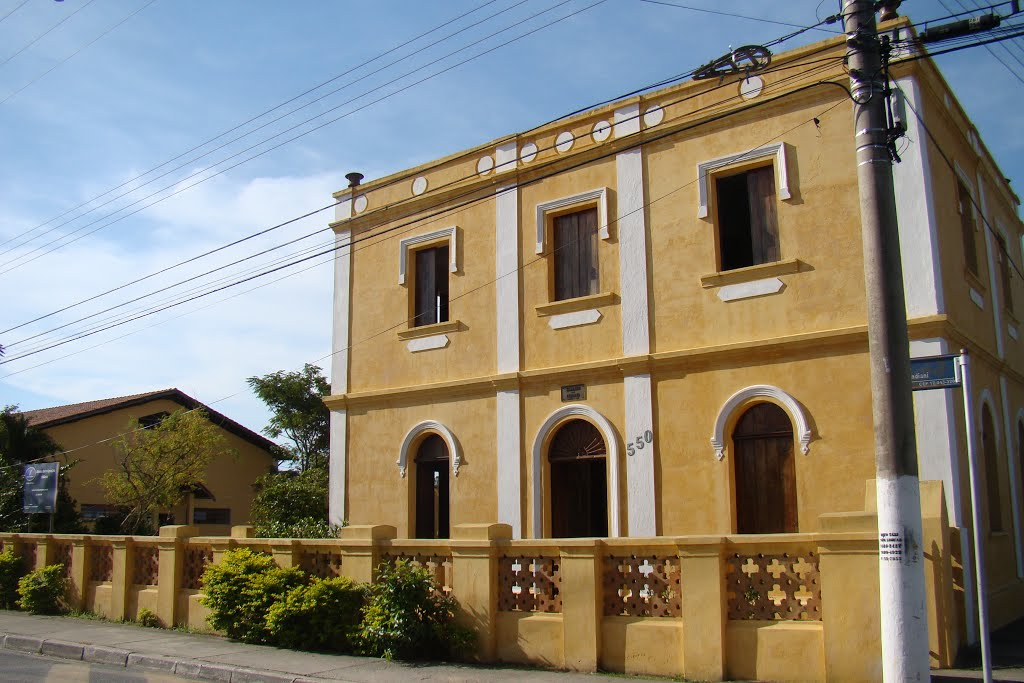
Casarão Indiani, atual Museu da Imigração Italiana de Quiririm.

O sobrado foi construído entre 1896-1903, e de 1958-1984 ficou abandonado e em ruínas. Em 1985 foi declarado de utilidade pública, iniciando-se um processo de conscientização da sua relevância histórico-cultural. Foi restaurado (1995-1997) e atualmente abriga o Museu da Imigração Italiana de Quiririm.
No prédio existem pinturas feitas nas paredes internas pelo então proprietário Basílio Indiani, documentando toda nostalgia e esperança de um povo.

### Festa de Santa Lúcia
Em Quiririm se preserva a cultura Italiana trazida pelas mãos dos imigrantes que ali se instalaram e, assim, anualmente, no dia 13 de dezembro, existe uma festa mantendo as tradições: homenageando a santa Lúcia de Siracusa.

### Festa da Colônia Italiana

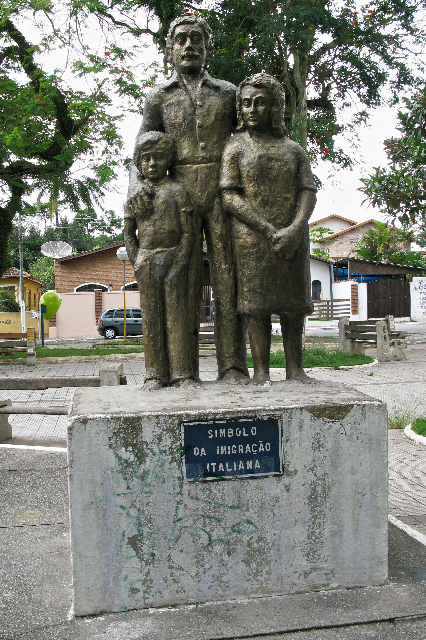
Monumento do Imigrante Italiano

A Festa da Colônia Italiana do Quiririm é uma festa popular que acontece todos os anos no mês de abril.
Nos seis dias de festa, o distrito se transforma em um palco de extensas apresentações gastronômicas, com muita comida típica italiana, várias atrações artísticas como dança, desfile da imigração Italiana deste distrito, que ocorre sempre no último dia da festa para fechar as comemorações e grupos folclóricos.
Uma das tradições é eleger a Rainha da Festa, que ocorre no dia de abertura do evento, e através de uma votação, a comissão elege as garotas que representarão a colônia.
A festa teve início em 1989 para comemorar os cem anos da imigração italiana no Brasil. Começou com uma quermesse, um almoço de domingo apenas. A partir da primeira edição a festa cresceu e se tornou um grande evento, que hoje é considerado o terceiro maior do Estado de São Paulo.

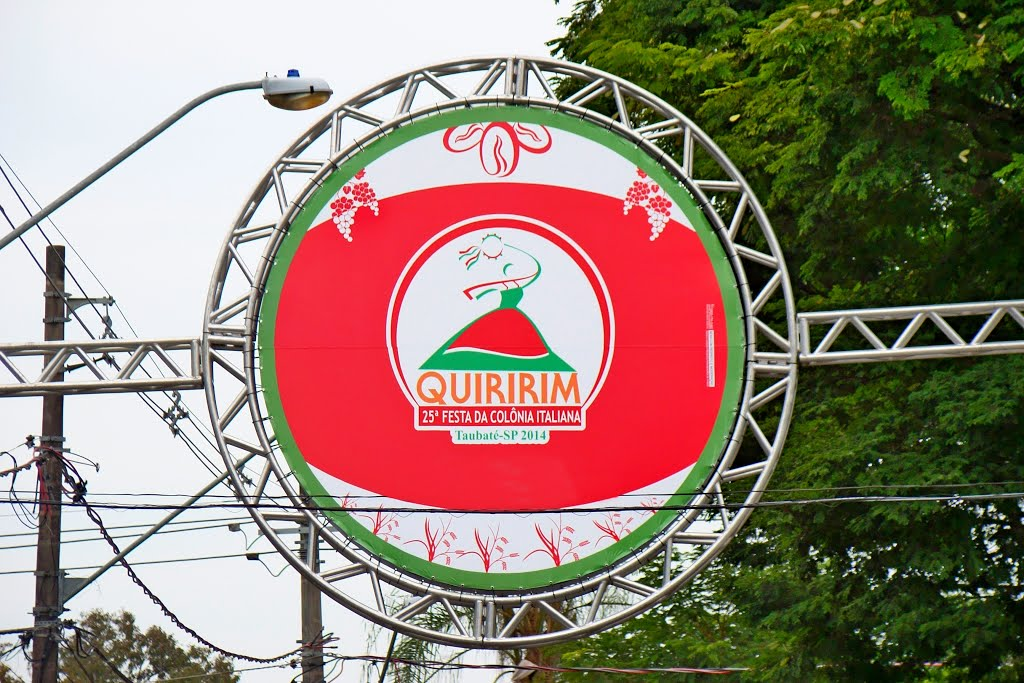
25ª Festa da Colônia Italiana (2014).

Quiririm é considerada a maior colônia italiana do interior de São Paulo e se destaca pela gastronomia. Não podiam imaginar que, depois de 100 anos, estariam mudando o rumo da história, onde Quiririm de colônia agrícola passou a distríto gastronômico.
A festa é organizada pelos moradores do local, uma característica marcante, pois toda comunidade se reúne no preparo artesanal das comidas tipicas italianas. Nas primeiras edições contava apenas com três barracas: de polenta, pizza e macarrão. O público não passava de duzentas pessoas. Atualmente são 28 barracas de comida, 24 de massas típicas e 4 de doces, e um público estimado de quase 400 mil pessoas.
Em 2014 a festa teve uma edição especial de 25 anos, com várias atrações comemorativas dos 125 anos da imigração italiana ao Brasil.

## Religião
O Cristianismo se faz presente no distrito da seguinte forma:

### Igreja Católica
- A igreja faz parte da Diocese de Taubaté[26].

### Igrejas Evangélicas
- Congregação Cristã no Brasil[27].